# Heliconius cydnides
Heliconius cydnides är en fjärilsart som beskrevs av Otto Staudinger 1885-1888. Heliconius cydnides ingår i släktet Heliconius och familjen praktfjärilar. Inga underarter finns listade i Catalogue of Life.